# Echinoaesalus yongi
Echinoaesalus yongi es una especie de coleóptero de la familia Lucanidae.

## Distribución geográfica
Habita en Malasia, Sarawak (Indonesia).